# Jason Daði Svanþórsson
Jason Daði Svanþórsson (Mosfellsbær, 31 de diciembre de 1999) es un futbolista islandés que juega en la demarcación de centrocampista para el Grimsby Town F. C. de la League Two.

## Selección nacional
Hizo su debut con la selección de fútbol de Islandia en un partido amistoso contra San Marino que finalizó con un resultado de 0-1 a favor del combinado islandés tras un gol de Aron Elís Þrándarson.

## Clubes
| Club                        | País       | Año       | Partidos | Goles |
| --------------------------- | ---------- | --------- | -------- | ----- |
| Ungmennafélagið Afturelding | Islandia   | 2017-2020 | 67       | 18    |
| Breiðablik UBK              | Islandia   | 2021-2024 | 127      | 38    |
| Grimsby Town F. C.          | Inglaterra | 2024-     | 47       | 5     |